# Calyptranthes cardiophylla
Calyptranthes cardiophylla är en myrtenväxtart som beskrevs av Ignatz Urban. Calyptranthes cardiophylla ingår i släktet Calyptranthes och familjen myrtenväxter. Inga underarter finns listade i Catalogue of Life.